# Kansas City Kings 1983-1984
La stagione 1983-84 dei Kansas City Kings fu la 35ª nella NBA per la franchigia.
I Kansas City Kings arrivarono terzi nella Midwest Division della Western Conference con un record di 38-44. Nei play-off persero al primo turno con i Los Angeles Lakers (3-0).

## Roster
| N° | Naz.                   | Ruolo | Sportivo         | Anno | Alt. | Peso |
| -- | ---------------------- | ----- | ---------------- | ---- | ---- | ---- |
|    | Stati Uniti (bandiera) | A     | Mark Olberding   | 1956 | 203  | 102  |
| 2  | Stati Uniti (bandiera) | G     | Dane Suttle      | 1961 | 191  | 86   |
| 8  | Stati Uniti (bandiera) | GA    | Eddie Johnson    | 1959 | 201  | 98   |
| 10 | Stati Uniti (bandiera) | G     | Don Buse         | 1950 | 193  | 86   |
| 20 | Stati Uniti (bandiera) | A     | Ed Nealy         | 1960 | 201  | 108  |
| 22 | Stati Uniti (bandiera) | G     | Larry Drew       | 1958 | 185  | 77   |
| 24 | Stati Uniti (bandiera) | G     | Reggie Theus     | 1957 | 201  | 86   |
| 25 | Stati Uniti (bandiera) | GA    | Billy Knight     | 1952 | 198  | 88   |
| 30 | Stati Uniti (bandiera) | GA    | Kevin Loder      | 1959 | 198  | 93   |
| 33 | Stati Uniti (bandiera) | AC    | Steve Johnson    | 1957 | 208  | 107  |
| 35 | Stati Uniti (bandiera) | AC    | Dave Robisch     | 1949 | 208  | 107  |
| 40 | Stati Uniti (bandiera) | A     | Larry Micheaux   | 1960 | 206  | 100  |
| 41 | Stati Uniti (bandiera) | AC    | LaSalle Thompson | 1961 | 208  | 111  |
| 42 | Stati Uniti (bandiera) | GA    | Mike Woodson     | 1958 | 196  | 88   |
| 50 | Stati Uniti (bandiera) | AC    | Joe Meriweather  | 1953 | 208  | 98   |

## Staff tecnico
- Allenatore: Cotton Fitzsimmons
- Vice-allenatori: Frank Hamblen, Gary Fitzsimmons
- Preparatore atletico: Bill Jones